# Cardamine prorepens
Cardamine prorepens là một loài thực vật có hoa trong họ Cải. Loài này được Fisch. ex DC. mô tả khoa học đầu tiên năm 1821.